# Преспа (дем)
Вижте пояснителната страница за други значения на Преспа.
Преспа (на гръцки: Δήμος Πρεσπών, Димос Преспон) е дем в област Западна Македония на Република Гърция. Център на дема е село Ръмби (Лемос).

## Селища
Дем Преспа е създаден на 1 януари 2011 година след обединение на две стари административни единици – дем Преспа и община Смърдеш. Демът е обявен за планински.

### Демова единица Преспа
Бившият дем Преспа е разположен на територията на историко-географската област Голема Преспа (част от Долна Преспа), която в Гърция е наричана само Преспа (Πρέσπες, Преспес). Демът има 1851 жители (2001) и в него влизат следните демови секции и населени места:
- Демова секция Ръмби

- село Ръмби (Λαιμός, Лемос)
- село Медово (на гръцки Μηλιώνα, Милиона)

- Демова секция Ахил

- село Ахил (Άγιος Αχίλλειος, Агиос Ахилиос)
- село Винени (Πύλη, Пили)

- Демова секция Герман

- село Герман (Άγιος Γερμανός, Агиос Германос)

- Демова секция Граждено

- село Граждено (Βροντερό, Врондеро)

- Демова секция Желево

- село Желево (Ανταρτικό, Андартико)
- село Ощима (Τρίγωνο)

- Демова секция Лънги

- село Лънги (Μικρολίμνη, Микролимни)

- Демова секция Нивици

- село Нивици (Ψαράδες, Псарадес)

- Демова секция Оровник

- село Оровник (Καρυές, Кариес)
- село Буковик (Οξυά, Оксия)

- Демова секция Писодер

- село Писодер (Πισοδέρι, Писодери)

- Демова секция Пъпли

- село Пъпли (Λευκώνας, Левконас)

- Демова секция Рудари

- село Рудари (Καλλιθέα, Калитеа)

- Демова секция Търнава

- село Търнава (Търново, Πράσινο, Прасино)

- Демова секция Щърково

- село Щърково (Πλατύ, Плати)

На територията на демовата единица има и няколко села, в които днес няма постоянно население или са в развалини:
- Бесвина (Σφήκα, Сфика)
- Дреново (Κρανιές, Краниес)
- Дробитища (на гръцки Δασερή, Дасери)
- Опая (Οπάγια)
- Орово (Πυξός, Пиксос)
- Търново (Αγκαθωτό, Анкатото)
- Шаовци (Сяки, Σιάκι)

### Демова единица Смърдеш
В демовата секция влизат три села от областта Кореща, които традиционно гравитират около Костур, а не около Лерин. Според преброяването от 2001 година община Смърдеш (Κοινότητα Κρυσταλλοπηγής) с център Смърдеш (Кристалопиги) има 660 жители.
- Общинска секция Смърдеш

- село Смърдеш (Κρυσταλλοπηγή, Кристалопиги)

- Общинска секция Брезница

- село Брезница (Βατοχώρι, Ватохори)

- Общинска секция Руля

- село Руля (Κώτας, Котас)

На територията на демовата единица е и село Въмбел (Мосхохори), което административно се води като част от Смърдеш.